# Mouache
Mouache (Moache), jedno od glavnih plemena Ute Indijanaca, porodica Juto-Asteci, s jugozapada Colorada i sjeverozapadnig Novog Meksika. Ugovorom 2. ožujka 1868. zajedno s plemenima Tabeguache, Capote, Wiminuche, Yampa, Grand River Ute (Parianuche) i Uinta smješteni su na rezervat u Coloradu, koji neće dugo opstati. 
Već 1879 Mouache, Capote i Weeminuchee odlaze na rezervat Southern Ute na rijeci San Juan kod Ignacia, gdje danas s Capote Indijancima žive pod kolektivnim nazivom Southern Ute. 
Pleme Weeminuche, danas nazivano i Ute Mountain Ute žive na susjednom rezervatu Ute Mountain Ute sa sjedištem u Towaocu.

## Vanjske poveznice
- Chronology of Ute History  Arhivirana inačica izvorne stranice od 1. studenoga 2010. (Wayback Machine)